# Закаляпин, Сергей Константинович
Сергей Константинович Закаляпин (род. 12 августа 1976) — российский дзюдоист, призёр чемпионата России, чемпион России среди юниоров (1995 год), победитель международных турниров класса А.

## Карьера
В 1995 году стал победителем первенства России среди юниоров. В 1998 году занимал первые места на международных турнирах в Сассари и Софии. На международном турнире в Минске в 2000 году занял 7-е место. В 2001 году стал бронзовым призёром чемпионата России, проходившего в Чебоксарах.

## Спортивные результаты
- Первенство России по дзюдо среди юниоров 1995 года — ;
- Международный турнир 1998 года, Сассари — ;
- Международный турнир 1998 года, София — ;
- Международный турнир 2000 года, Минск — 7 место;
- Чемпионат России по дзюдо 2001 года — .
- Международный турнир 2002 года, Москва — 7 место;